# Associação Desportiva e Cultural de Cascavel
Il Cascavel è una squadra brasiliana di calcio a 5, fondata nel 1991 con sede a Cascavel.

## Palmarès

### Competizioni nazionali
- Liga Nacional de Futsal: 1

2021

### Competizioni internazionali
- Coppa Libertadores: 1

2022